# Phytoptidae
Phytoptidae zijn  een familie van mijten. Bij de familie zijn 20 geslachten met circa 160 soorten ingedeeld.